# دی (فلوریدا)
دی (به انگلیسی: Day) یک منطقهٔ مسکونی در ایالات متحده آمریکا است که در شهرستان لافایت، فلوریدا واقع شده‌است. دی ۱۱۶ نفر جمعیت دارد و ۲۵٫۹۱ متر بالاتر از سطح دریا قرار دارد.